# Alfred Lane
Alfred Page "Al" Lane (Nova York, 26 de setembre de 1891 - Nova York, octubre de 1965) va ser un tirador estatunidenc que va competir a començaments del segle xx.
El 1912 va prendre part en els Jocs Olímpics d'Estocolm, on disputà quatre proves del programa de tir. Guanyà la medalla d'or en tres de les proves disputades: les proves de Pistola ràpida, 30 metres, pistola lliure individual i pistola militar per equips. En la prova de pistola militar, 30 metres per equips fou quart.
Vuit anys més tard, un cop finalitzada la Primera Guerra Mundial, va prendre part en els Jocs d'Anvers, on disputà quatre proves del programa de tir. Va guanyar la medalla d'or en les proves de pistola militar, 30 metres per equips i pistola lliure, 50 metres per equips, així com la medalla de bronze en la prova de pistola lliure, 50 metres.
Lane va començar a practicar el tir a la Manhattan Rifle and Revolver Association de Nova York, i amb 19 anys ja havia guanyat diversos campionats de l'U.S. Revolver Association (USRA). Posteriorment va ser contractat per fer campanyes publicitàries de Remington Arms.